# Intersport Heilbronn Open 2002
L'Intersport Heilbronn Open 2002 è stato un torneo di tennis facente parte della categoria ATP Challenger Series nell'ambito dell'ATP Challenger Series 2002. Il montepremi del torneo era di $100 000 ed esso si è svolto nella settimana tra il 21 gennaio e il 27 gennaio 2002 su campi in sintetico. Il torneo si è giocato nella città di Heilbronn in Germania.

## Vincitori

### Singolare
Alexander Popp ha sconfitto in finale  Jürgen Melzer con il punteggio di 3–6, 6–3, 6–4.

### Doppio
Aleksandar Kitinov /  Johan Landsberg hanno sconfitto in finale  František Čermák /  Ota Fukárek con il punteggio di 6(5)–7, 6–3, 6–1.